# Amy Peterson
Amy Eileen Peterson (* 29. November 1971 in Maplewood, Minnesota) ist eine ehemalige US-amerikanische Shorttrack-Läuferin und Olympiamedaillengewinnerin.
Amy Peterson begann ihre sportliche Laufbahn als Eiskunstläuferin. Später wechselte sie zum Eisschnelllauf. Zwischen den Demonstrationswettkämpfen bei den Olympischen Spielen 1988 in  Calgary und den Olympischen Spielen 2002 in Salt Lake City nahm sie an fünf Olympischen Winterspielen teil. Größte Erfolge waren der Gewinn der Silbermedaille mit der Staffel 1992 in Albertville und der zweimalige Gewinn einer Bronzemedaille bei den Olympischen Spielen 1994 in Lillehammer über 500 Meter und mit der Staffel. 1998 gewann sie die Trials und verpasste als Vierte über 1000 Meter nur knapp eine weitere Medaille. Erschwert wurde Petersens Karriere vor den Spielen 1998 durch das Chronische Fatigue-Syndrom, an dem sie litt.
Neunmal, 1993 bis 1996, 1998 bis 2002, wurde Petersen US-amerikanische Mehrkampf-Meisterin. Dabei profitierte sie nicht zuletzt von der Abwesenheit Cathie Turners in den nichtolympischen Phasen. Sie studierte an der Concordia University, wo sie mit magna cum laude abschloss. Peterson startete für die Klubs Midway Speedskating Club und Saratoga Springs Winter Club. Sie wurde von Pat Maxwell und zuvor auch von Andy Gabel trainiert, der für Peterson nach eigenen Angaben ein Vorbild war. Nach den Spielen 2002 beendete sie ihre Karriere und wurde Trainerin im US-Verband.